# АЭС Крюммель
Атомная электростанция Крюммель (нем. Kernkraftwerk Krümmel) располагается в Германии с одним реактором типа BWR мощностью 1402 М Вт. Эксплуатировалась с 1984 до 2011 года. АЭС находится на юго-востоке от Гамбурга на реке Эльба в районе Крюммели города Гестахт, Шлезвиг-Гольштейн. Оператором АЭС является Kernkraftwerk Krümmel GmbH & Co. oHG, половина АЭС принадлежит E.ON Kernkraft, вторая — Vattenfall Europe Nuclear Energy. Управление предприятием осуществляется фирмой Vattenfall.
Конструкция реактора похожа на конструкции реакторов трех других германских АЭС (АЭС Брунсбюттель, а также первых блоков Филиппсбурга и Изара) и австрийской АЭС Цвентендорф. Последняя была достроена, но так никогда и не эксплуатировалась по решению всенародного референдума.

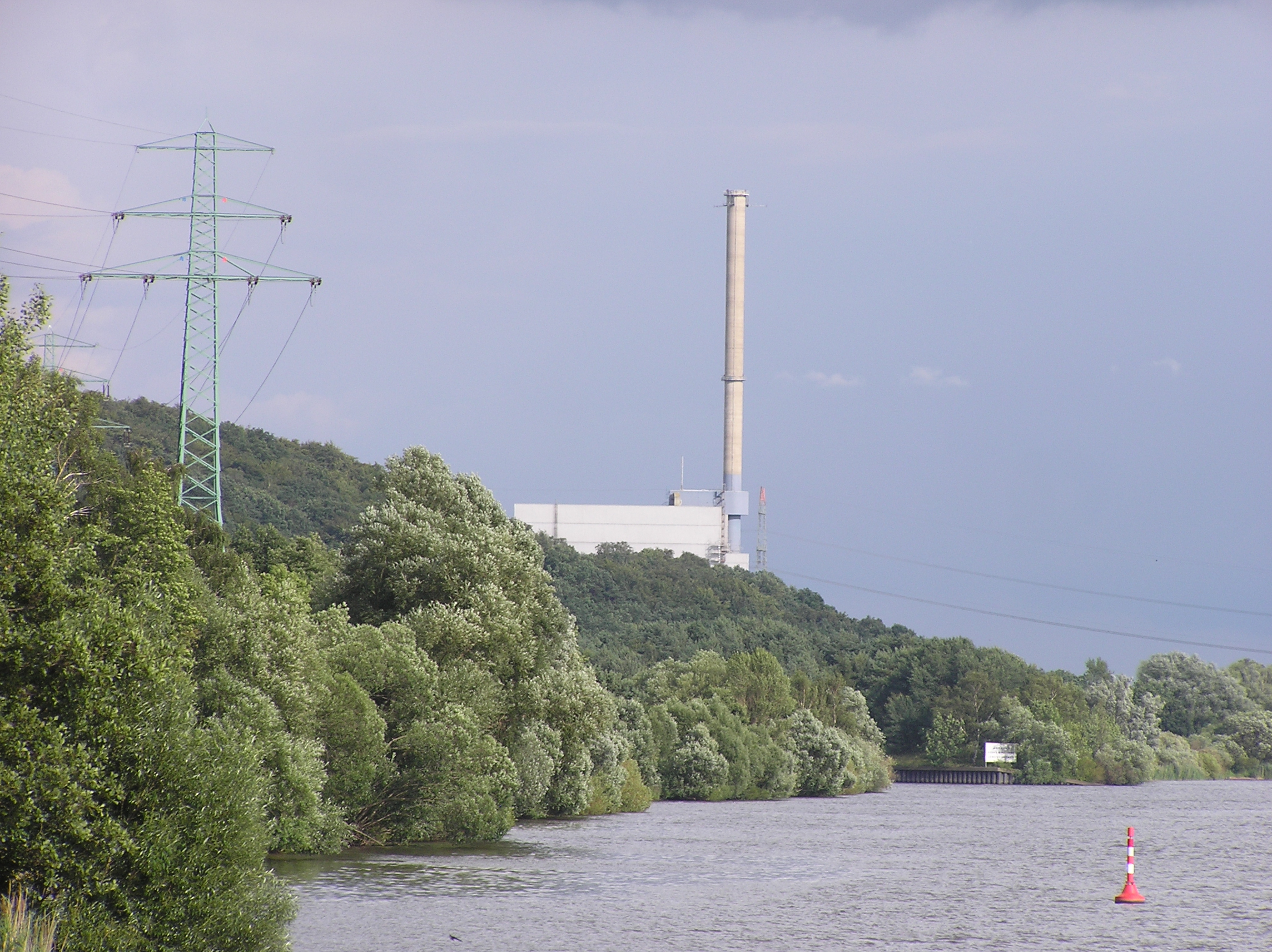
Атомная электростанция
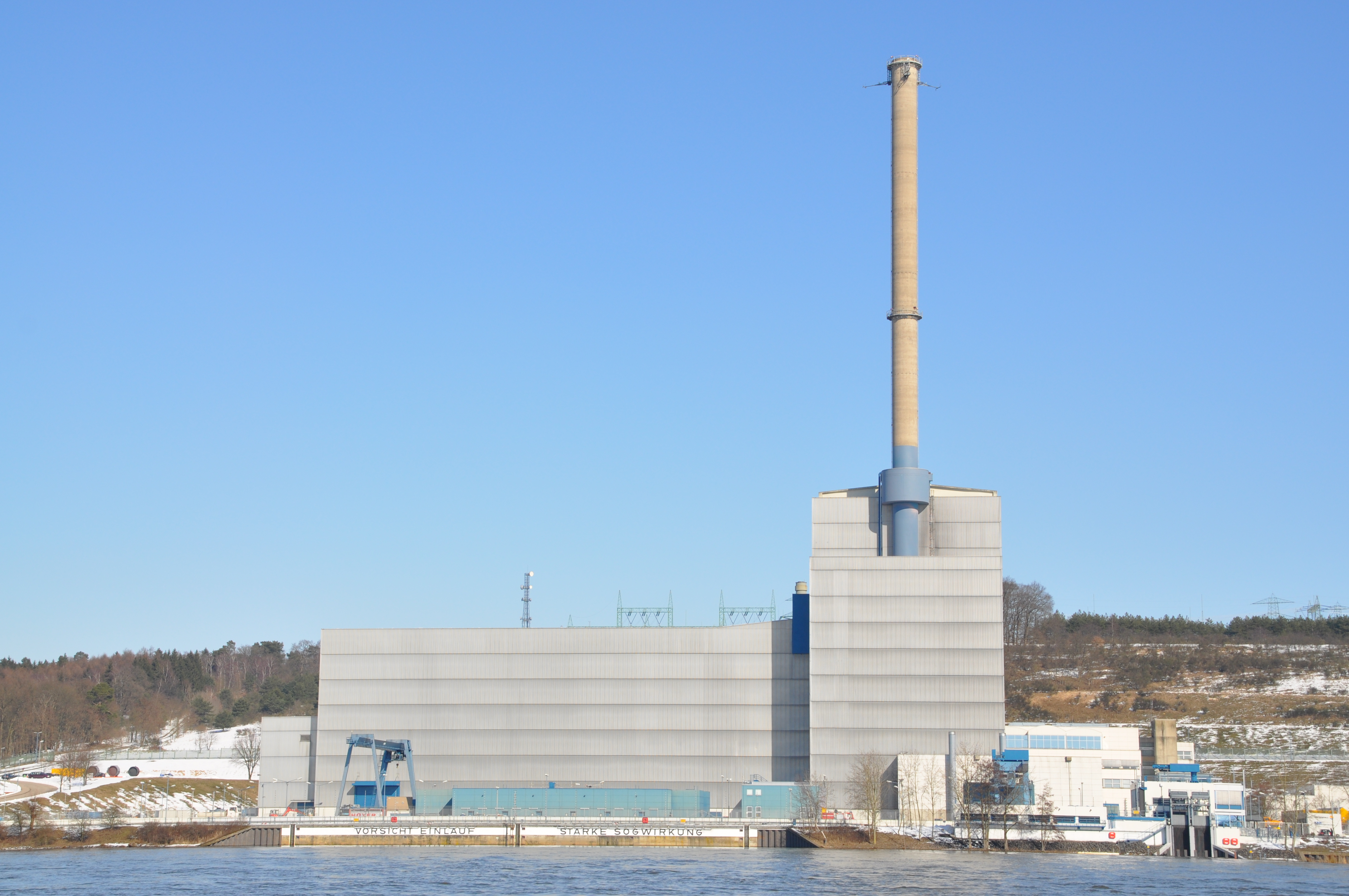
Вид на АЭС с противоположного берега Эльбы
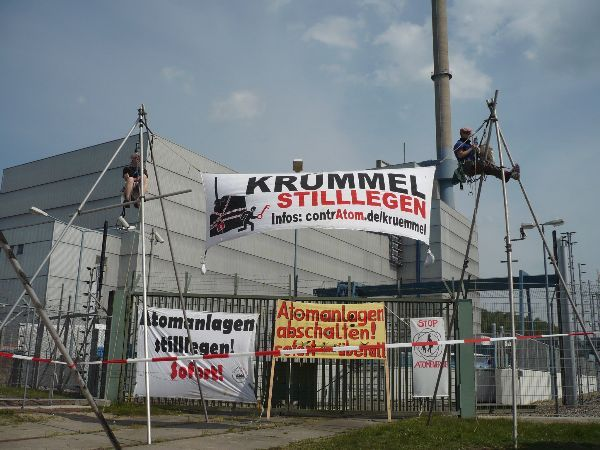
Протесты против АЭС
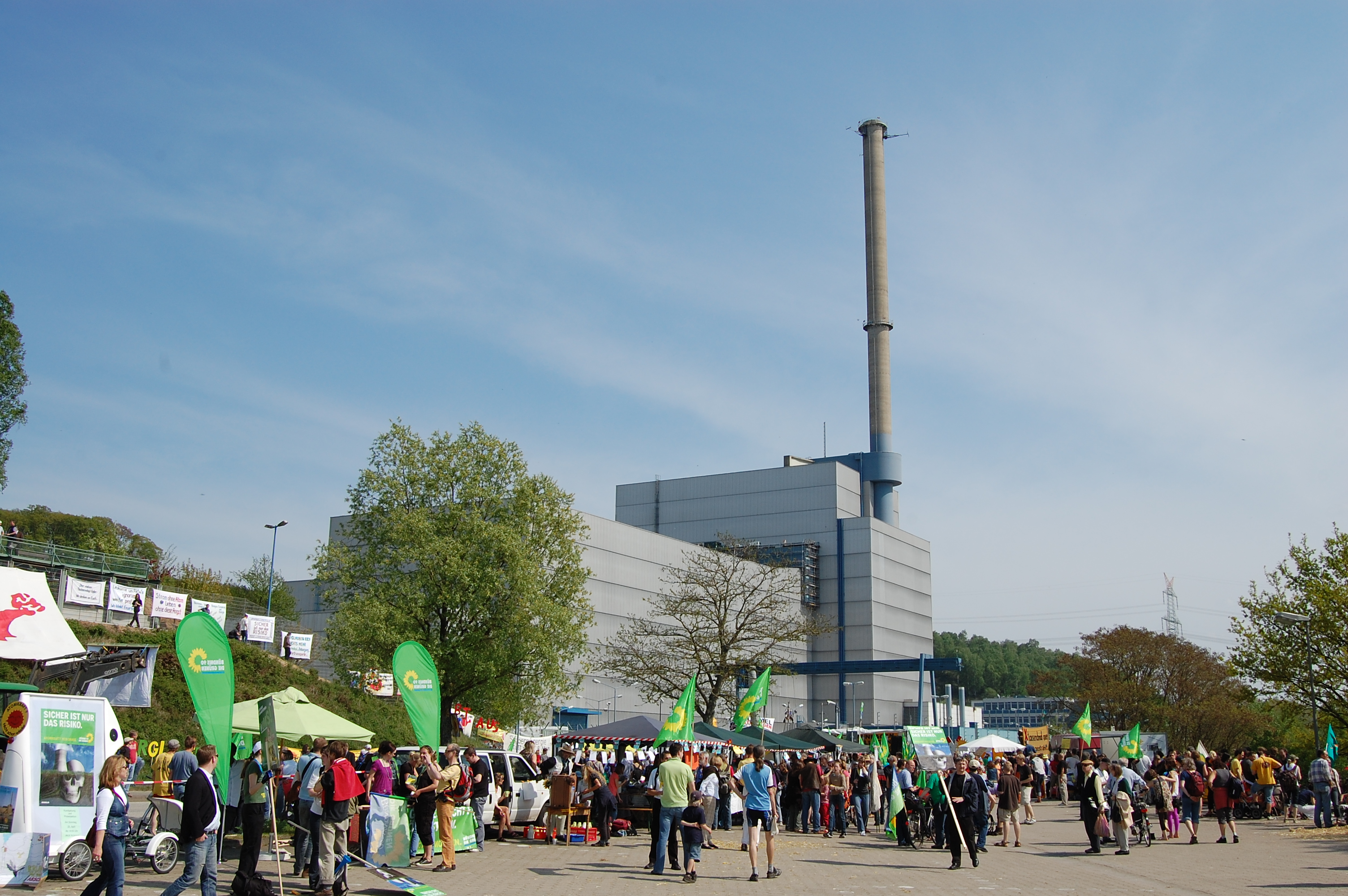
Демонстрация перед АЭС по случаю 23-й годовщины Чернобыльской катастрофы

## Данные энергоблока
АЭС имеет один энергоблок:
| Энергоблок    | Тип реактора                  | Нетто- мощность | Брутто- мощность | Начало строительства | Синхронизация с электросетью | Коммерческая эксплуатация | Закрытие |
| ------------- | ----------------------------- | --------------- | ---------------- | -------------------- | ---------------------------- | ------------------------- | -------- |
| Krümmel (KKK) | кипящий ядерный реактор (BWR) | 1346 MВт        | 1402 MВт         | 05.04.1974           | 28.09.1983                   | 28.03.1984                | 2011 г.  |